# Catarina Coresi Lal
Catarina Coresi Lal (* 20. Jahrhundert) ist eine rumänische Opernsängerin in der Stimmlage Sopran.

## Werdegang
Catarina Coresi Lal studierte Gesang an der Musikakademie Bukarest und absolvierte ein Masterat in Opernrepertoire; in Musikwissenschaft erhielt sie ein Doktorat. Mit 19 Jahren wurde Catharina Coresi am Operetten-Theater „Ion Dacian“ in Bukarest verpflichtet, worauf Auftritte an der Nationaloper Bukarest, Philharmonie „G. Enescu“ Bukarest, Rumänischer Rundfunk, Philharmonie „Banatul“ Temesvar, Philharmonie „M. Jora“ Bacău, Philharmonie Botoșani, Lyrisches Theater Craiova und Musiktheater Brașov folgten. Gleichzeitig begann sie auch eine internationale Karriere mit Gastauftritten und Tournéen in Deutschland, Österreich, Frankreich, Großbritannien, Holland, Belgien. Seit dem Jahr 1998 lebt sie in Wien und war in den Jahren 1999 bis 2009 Solistin des Hofburg-Orchesters.
In Rahmen des „Festivalo dell’ Arte“, Castel Gandolfo hat Catarina Coresi im Begrüßungs-Konzert für Papst Benedikt XIV., unter der Leitung des Rinaldo Muratori, Ausschnitte aus Verdis Macbeth, Bellinis Norma und Verdis La traviata vorgetragen.
Catarina Coresi Lal ist mit dem Sänger Theodore Coresi verheiratet.

## Aufführungen
Sie gastierte in der Nationaloper Bratislava und im Schloss Neuwaldegg Wien (Lady Macbeth/Macbeth), in der Nationaloper Bukarest (Violetta/La traviata, Lady Macbeth und Abigaille/Nabucco), im Teatro de la Ciudad Mexico (25 Anos Festival de México en el Centro Historico, Donna Anna), in der Oper Bergen (Olympia, Giulietta, Antonia und Stella in Hoffmanns Erzählungen), im Teatro Marrucino (Nedda/Pagliacci), in der Oper Kronstadt (Norma, Violetta und Fiordiligi/Così fan tutte), in der Philharmonie Hermannstadt (Fiordiligi), im Konzertsaal der Verbotenen Stadt Beijing und im Arenum Bergen (A. L. Webers Requiem, Mozarts Requiem), in der Oper Constanța (Floria Tosca/Tosca, Violetta und Leonora/Il trovatore), Philharmonie Bukarest und Arad (Verdi: Requiem), Philharmonie Temesvar (Beethoven, 9. Sinfonie) und den Opera nights by Corvins Castle Hunedoara (Violetta).
Im Rahmen des Viertelfestivals war sie im Jahr 2013 als Marilyn Monroe in der Uraufführung der „Marilyn Monroe Prozess“ von Roland Baumgartner mit ihrem Ehemann zu hören. Außerdem wirkte sie in der Rolle der „Stiefmutter“ in der Oper Cinderella von Alma Deutscher.